# Manuel dos Remédios
Manuel Salvador da Costa dos Remédios († Juli 1881) war ein Herrscher (Liurai) des timoresischen Reiches Laleia im Herrschaftsgebiet der Portugiesen auf der Insel. Mit dem Krieg von Laleia (1878–1880) führte er einen mehrjährigen Kampf gegen die portugiesischen Kolonialherren.

## Werdegang
Remédios war zunächst nur Regent für seine Ehefrau, die den Titel der Herrscherin innehatte, wie ein Vasallenvertrag mit Portugal vom Anfang der 1870er Jahre belegt. Später hat er vermutlich auch den Herrschertitel erhalten, denn in späteren Verträgen von 1874 und 1878 unterzeichnete er Herrscher von Laleia.
Remédios stand bereits vor dem Krieg in Konflikt mit den katholischen Missionaren. Nach Anschuldigungen, Remédios würde bei seinen Untergebenen die Tötung von Menschen dulden, die der Hexerei verdächtigt werden, sollte Remédios Strafe zahlen. Da er sich weigerte, wurde das als Rebellion angesehen. Doch die ersten beiden Angriffsversuche der Portugiesen 1878 schlugen fehl, weil die Truppen desertierten. Später im Jahr musste Remédios mit seinen Kriegern aber in das verbündete Reich von Laclubar fliehen. Von einem befestigten Stützpunkt in den Bergen zwischen Laclubar und Tequinaumata verübte er immer wieder Angriffe. Es kam zu Gefechten in Vemasse, Ossuquelli und Bucoli. Nach dem Eintreffen von zusätzlichen Soldaten Portugals fiel im Juni 1879 schließlich das Reich von Laclubar. Remédios entkam aber zunächst. Erst im April 1880 stimmte Remédios zu, sich gefangen nehmen zu lassen und nach Dili eskortiert zu werden. Es folgte eine Gerichtsverhandlung, bei der die Schuldfrage am Krieg geklärt werden sollte. In dieser wurde Remédios, dem die Militärs in der Kolonie wohlgesonnen waren, letztlich aus Mangel an Beweisen freigesprochen. Vor allem die katholischen Missionare hatten auf eine Verurteilung des Liurais gedrängt. Remédios blieb bis zu seinem Tod im Juli 1881 Herrscher von Laleia.
Remédios hatte keine Söhne und seine weiblichen Nachkommen wollten nicht regieren. Die Portugiesen setzten als seinen Nachfolger Manuel Delgado Ximenes als neuen Liurai von Laleia ein, was aber von vielen Adligen nicht anerkannt wurde. Er galt als ein Feind der Familie des alten Herrschers, weswegen seine Wahl als provokativ galt. Erneut kam es zu kleineren Unruhen. Schließlich wurde Remédios Neffe Feliciano Ribeiro Pires neuer Liurai. Ximenes wurde zur Entschädigung zum Liurai von Baucau ernannt.